# سرو كاشمر
سرو كاشمر هي شجرة سرو أسطورية وتُعد مُقدسة في الزرادشتية، كانت تقع في مدينة كاشمر شمال شرقي إيران. حسب رأي السكنة المحليين فإن هذه الشجرة قد ناهز عُمرها آنذاك 1405 عام، وذلك حتى يوم 3 شوَّال سنة 247 هـ / 10 ديسمبر 861 م، حيث أن الخليفةُ العبَّاسي جعفر المتوكل على الله أمر بقطع الشجرة ونقلها إلى عاصمته المُتوكِّليَّة قرب سامرَّاء حيث سيتم استخدام خشبها كعوارض لقصره الجديد، وقد توسل القرويون الذين عاشوا بالقرب من الشجرة إلى الخليفة وعرضوا عليه المال لحمايتها وإبقائها، ولكن دون جدوى. ومن العجيب أن الخليفة قُتل في اليوم التالي على يد ابنهِ مُحَمد المُنْتَصِر بالله في عملية انقلاب مع الأتراك ضده. لا يزال القصر ومئذنته الحلزونية قائمتين حتى اليوم.